# Lijst van burgemeesters van Schermer
Dit is een lijst van burgemeesters van de voormalige Nederlandse gemeente Schermer in de provincie Noord-Holland sinds het samengaan van Oterleek, Schermerhorn en Zuid- en Noord-Schermer in 1970. Op 1 januari 2015 ging Schermer samen met Graft-De Rijp op in de gemeente Alkmaar.
| Ambtsperiode | Naam burgemeester               | Partij of stroming | Bijzonderheden |
| ------------ | ------------------------------- | ------------------ | --- |
| 1970 - 1971  | Sijbrand (S.) Schagen           | PvdA               | vanaf 1965 burgemeester van Oterleek en vanaf 1968 tevens burgemeester van Schermerhorn en Zuid- en Noord-Schermer |
| 1971 - 1983  | Tames (T.) Visser               | PvdA               | |
| 1983 - 1994  | Henk van 't Kaar                | VVD                | |
| 1994 - 2001  | Tine van der Stroom-van Ewijk   | VVD                | |
| 2001 - 2002  | Don Bijl                        | VVD                | waarnemend |
| 2002 - 2006  | Sander (S.W.J.G.) Schelberg     | VVD                | |
| 2006 - 2007  | Ria (H.R.) Oosterop-van Leussen | D66                | waarnemend |
| 2007 - 2012  | Piet (P.G.) Moeijes             | VVD                | overleden in het ambt op 18 augustus 2012                                                                          |
| 2012 - 2014  | Floris Vletter                  | VVD                | waarnemer per 24 september 2012                                                                                    |